# Nieskurzów Stary
Nieskurzów Stary – wieś sołecka w Polsce, położona w województwie świętokrzyskim, w powiecie opatowskim, w gminie Baćkowice.
| SIMC    | Nazwa     | Rodzaj    |
| ------- | --------- | --------- |
| 0786986 | Kantóra   | część wsi |
| 0786992 | Komorniki | część wsi |
| 0787000 | Podlesie  | część wsi |

W czasie okupacji niemieckiej, oddział Batalionów Chłopskich dowodzony przez Eugeniusza Fafarę wspólnie z żołnierzami Armii Czerwonej uczestniczył w zwycięskim boju przeciw Niemcom stacjonujacym w Starym Nieskurzowie.
W latach 1975–1998 miejscowość administracyjnie należała do województwa tarnobrzeskiego.